# ألفونسو دومينغيز
ألفونسو دومينغيز (بالإسبانية: Alfonso Enrique Domínguez)‏ (مواليد 24 سبتمبر 1965) هو لاعب كرة قدم. يلعب مع منتخب الأوروغواي لكرة القدم. سبق له أن لعب في كأس العالم لكرة القدم مع منتخب بلاده.

## روابط خارجية
- ألفونسو دومينغيز على موقع الاتحاد الدولي (مؤرشف)  (الإنجليزية)
- ألفونسو دومينغيز على موقع الاتحاد الأوربي (الإنجليزية)
- ألفونسو دومينغيز على موقع قاعدة بيانات كرة القدم.إي يو (الإنجليزية)
- ألفونسو دومينغيز على موقع ناشيونال فوتبول تيمز (الإنجليزية)